# Kristal

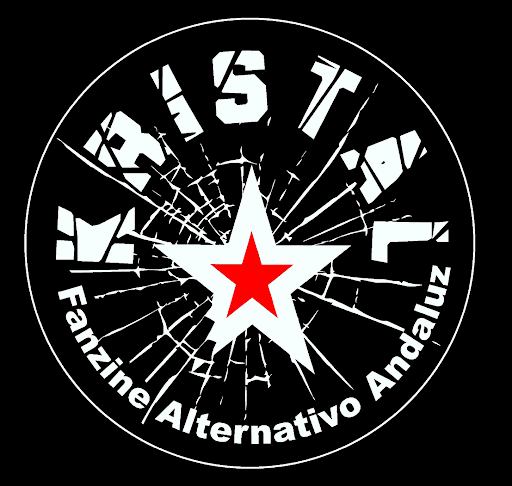
Logotipo oficial del fanzine KRISTAL

Kristal, fanzine alternativo andaluz, es un fanzine gratuito dirigido por Antonio Garrido García (Garry) desde 1987 en Algeciras, con una cadencia de dos números al año. Abierto a los nuevos valores regionales, publica artículos musicales (Punk-reggae y rock), historietas y poesías, generalmente de tono reivindicativo y social. Es uno de los fanzines más veteranos de España y constituye un auténtico referente a nivel regional, habiendo dado a conocer a autores que hoy en día gozan de relevancia nacional e internacional, como Jesús Barony, Jesús Merino o Juan José Rodríguez Prieto. Actualmente, cuenta entre sus colaboradores con  Txutxe, Sergio, Juan Emilio, Kalvellido, Salvador, Garry, Perseo, El Loco, Rovira, LaRataGris, Fechu y El Listo.  

## Trayectoria
El 21 de abril de 2007 recibió el premio Carlos Pacheco del Certamen de Cómic de San Roque en reconocimiento a su importancia en la escena regional.
A finales de 2008 se celebraron exposiciones sobre la revista en La Gotera y en la Fundación de cultura José Luis Cano de Algeciras.
En 2010 tuvo lugar otra exposición sobre el fanzine, esta vez en el marco de la primera edición de las jornadas de cómic Ciudad de Manilva, organizadas por el ateneo José Román de Algeciras y a la concejalía de Cultura de Manilva y una retrospectiva en la sala Espacio Joven de la Delegación de Juventud. Desde julio de 2010, con el número 70, el fanzine pasa a ser editado a todo color, gracias a los ingresos procedentes de la venta de camisetas y demás merchandising.

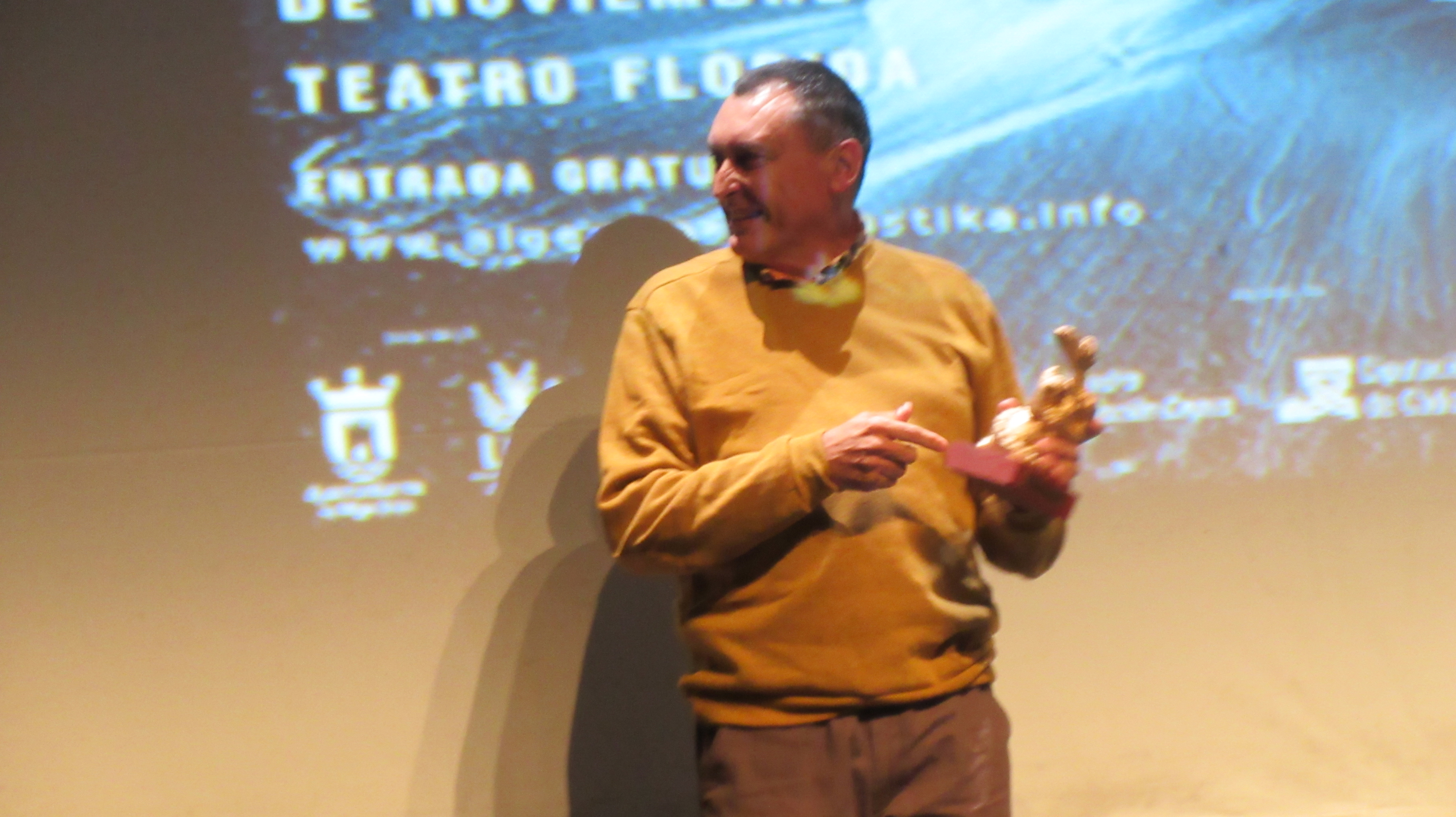

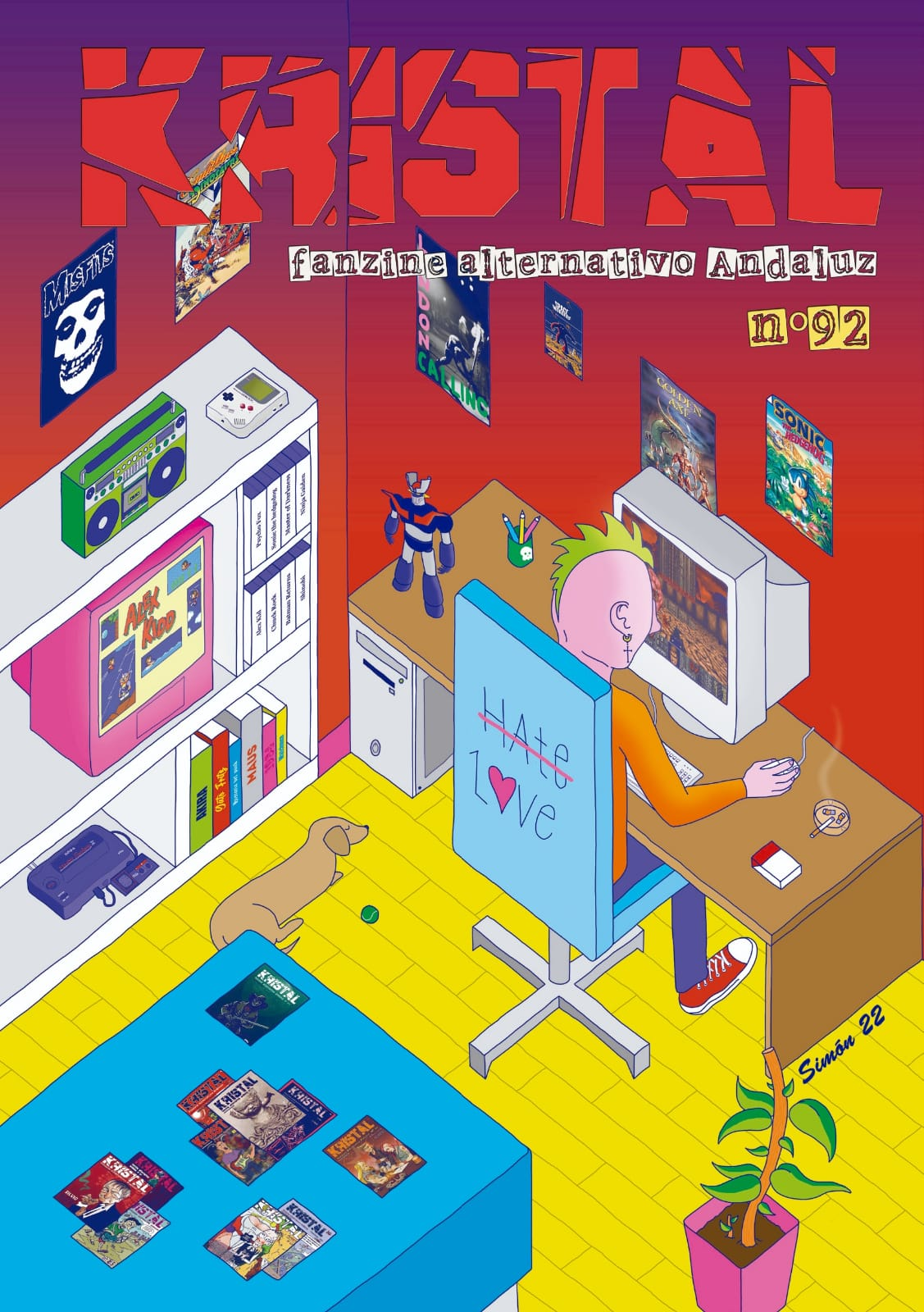
Portada nº 92. Spesial portadas 2022

En 2018, Antonio Garrido recibió el MISTICO DE HONOR por su trayectoria de 30 años con su fanzine Kristal así como otras publicaciones alternativas, dentro del festival Algeciras Fantastika. En 2022 el fanzine cumplió 35 años, para lo cual se editó un número "spesial mejores portadas". 
Hasta febrero de 2025 lleva editados 96 números y cumple ya 38 años de autoedición.https://www.monmagan.com/fanzines/entrevistas/fanzine-kristal/
Desde su web oficial se puede descargar en PDF y de forma gratuita los últimos años, así como diferente material relacionado con el fanzine.